# Carcere di Fleury-Mérogis
Il carcere di Fleury-Mérogis (in francese Maison d'arrêt de Fleury-Mérogis) è una prigione francese che si trova nella città di Fleury-Mérogis, nella periferia sud di Parigi. Con oltre 4.100 prigionieri, è la più grande prigione d'Europa ed è gestita dal Ministero della Giustizia.
Fleury-Mérogis è noto per essere il principale centro della radicalizzazione islamista all'interno delle carceri europee.

## Storia
Costruito tra il 1964 e il 1968, il complesso di 180 ettari di Fleury-Mérogis comprende quattro entità:
- un carcere maschile di grandi dimensioni;
- un carcere femminile di dimensioni più piccole;
- un carcere minorile;
- gli alloggi della Gendarmerie.

La prigione principale è formata da un edificio centrale di forma poligonale da cui si irradiano cinque blocchi, ciascuno costituito da tre ali con quattro livelli di celle. Ogni blocco può ospitare fino a 900 prigionieri.
Insieme con il Penitenziario di Fresnes e il Carcere de La Santé, Fleury-Mérogis è una delle tre prigioni principali dell'area di Parigi.

## Prigionieri illustri
- Amedy Coulibaly
- Jacques Mesrine
- Zouzou
- Sinik
- Chérif Kouachi e Djamel Beghal,[5] il primo principale responsabile, insieme al fratello Saïd, dell'attentato alla sede di Charlie Hebdo, mentre il secondo incriminato per aver progettato un attentato presso l'ambasciata statunitense di Parigi.
- Salah Abdeslam, collegato agli attentati di Parigi del 2015 e di Bruxelles del 2016
- Saad Lamjarred[6]
- Christine Deviers-Joncour, protagonista dello scandalo Elf.